# Histoire de la radio en Belgique
L'histoire de la radio en Belgique commence dans les années 1920, avec une évolution parallèle des stations de radio privées et publiques.

## Radiodiffusion publique

### 1923-1940: la période de l'Entre-deux Guerres
En 1923, à Ruysselede, près de Bruges, un centre d'émission est construit pour couvrir les pays lointains. Lancées à titre expérimental en 1927, les émissions à destination du Congo belge deviendront régulières le 24 novembre 1934. En 1927, le ministre Edouard Anseele met à l'étude un projet de « Société nationale de radiophonie ». En 1929, le projet de loi est déposé à la Chambre. Le 18 juin 1930, la loi instituant l'« Institut National Belge de Radiodiffusion » (INR) est votée. Cette loi et les arrêtés d'exécution vont régir le statut de l'Institut pendant 30 ans avec de grands principes comme l'interdiction d'émissions contraires aux bonnes mœurs ou constituant une offense à un chef d'État étranger. La publicité est interdite.
À côté de l'INR, quelques stations privées pourront émettre, mais leur autorisation est révocable.
Le financement de l'INR est assuré par la redevance (20 francs pour un poste à galène, 60 francs pour un poste à lampes). L'Institut fait des bénéfices les premières années, ce qui lui permet de constituer un fonds qui lui permettra de construire le bâtiment de la place Flagey. En attendant cela, les installations sont disséminées près des bâtiments initiaux dans le quartier de la Porte de Namur. En 1933, un violent incendie détruit une grande partie des studios. L'idée se fait alors jour de construire une Maison de la Radio mieux adaptée aux exigences techniques.
Le 20 février 1934, les funérailles du roi Albert Ier sont l'occasion de démontrer un savoir-faire servi par six reporters et un matériel, impressionnant pour l'époque, constitué de 16 micros d'ambiance. De nombreuses stations de radio d'Europe et d'Amérique du Nord relaient l'événement radiophonique. Cet événement connait un grand retentissement dans la presse, laquelle salue la sobriété des commentaires et la qualité technique du reportage. Ce fut, en Belgique, le premier reportage qui frappa les esprits.
En 1936, c'est le début de l'autonomie pour les deux composantes linguistiques du pays.

### 1940-1945: l'Institut National Belge de Radiodiffusion et la guerre
Le 10 mai 1940, la Belgique est envahie. Dès 4 h du matin, les Belges sont tenus au courant par diverses informations, des communiqués. Dès le 11 mai, les émissions sont émises d'un studio secret à Boitsfort. Le 15 mai, les Allemands approchent de Bruxelles. Un émetteur à Veltem est sabordé, l'autre démonté et transporté en France. Des émissions seront émises, d'abord de Lille (appel de Léopold III à la résistance des forts de Liège), puis de Poitiers et de Montpellier.
La Belgique sera le seul pays envahi à ne pas laisser de stations aux mains de l'ennemi.
Le 14 juin 1940, l'INR doit cesser ses activités. La Maison de la Radio tombe aux mains de l'occupant, les émissions allemandes se feront avec des émetteurs mobiles installés par lui. C'est alors que Radio Bruxelles commence à émettre, certains employés de l'INR rejoignant la station.
Le 28 septembre 1940, Radio Belgique commence à émettre depuis Londres. De nombreux employés de l'INR ayant suivi le Gouvernement belge en exil prennent part à ces émissions clandestines tant en français qu'en néerlandais. Des émissions sont émises ainsi depuis la BBC à Londres. Après l'appel historique du général de Gaulle, la radio devient un outil de propagande et de soutien moral. Dans le cadre de l'« European Services », les Belges entendent, dès le 28 septembre, la voix de Victor de Laveleye. Il lancera la formule « lutter tête baissée pour avoir un jour la tête haute ». Il inventera aussi le fameux V de la victoire que Winston Churchill reprendra.
Le gouvernement belge réfugié à Londres décide d'utiliser la colonie du Congo pour y installer un émetteur de grande puissance en ondes courtes. Cet émetteur de 50 kW sera commandé aux États-Unis et monté à Léopoldville (aujourd'hui Kinshasa). Le 16 mai 1943, la première émission de l'Office de Radiodiffusion Nationale Belge (RNB) parvient aux auditeurs. Emis dans plusieurs langues à destination de la Belgique et de toutes les parties du monde, les programmes qui couvriront en 1944, 18 heures par jour seront fabriqués soit à Londres soit à New-York. Des émissions en anglais seront aussi réalisées à destination des troupes britanniques et américaines basées au Moyen-Orient.

### 1945-1959: l'Institut National Belge de Radiodiffusion dans l'après-guerre
Après la guerre, la radio évolue. Le microsillon, apparu en 1948, et les goûts du public font que la part des orchestres radio va rétrécir. Seuls subsistent le Grand Orchestre Symphonique et l'Orchestre Radio. Les émissions parlées s'adaptent, s'allègent et se multiplient. Les transistors apparaissent, requérant une information plus concise. Les émissions régionales se partagent une fréquence unique : 267 m[pas clair]. Il faudra attendre le développement de la modulation de fréquence pour obtenir des réseaux avec des décrochages régionaux.
L'Institut National Belge de Radiodiffusion continue à utiliser l'émetteur de l'Office de Radiodiffusion National Belge à Léopoldville et diffuse ses émissions internationale sous le nom de La Voix de la Concorde.
En 1952, le centre d'émission de Wavre-Overijse, dont le projet avait été lancé en même temps que celui de la Maison de la Radio, mais retardé par la guerre, est mis en service. Il comporte les deux émetteurs en ondes moyennes de 150 kW Brown Boveri[Quoi ?] pour les émissions nationales et trois émetteurs ondes courtes (2 de 100 kW et 1 de 20 kW) pour les émissions mondiales qui sont rapatriées du Congo et La Voix de la Concorde devient La Voix de l'amitié.
Le 31 octobre 1953, après des essais de deux ans, la télévision expérimentale voit le jour. Certains locaux de la place Flagey ainsi que le studio 4 vont être reconvertis tant bien que mal en studios de télévision.

### 1959-1977: Radio-Télévision Belge
En janvier 1959 est créé un Ministère des Affaires culturelles qui aura désormais la tutelle de la radio-télévision. Le 18 mai 1960, la loi instituant la Radio-Télévision Belge est promulguée. De grands changements dans l'organisation :
- un Institut des Émissions françaises, une volonté de décentralisation calquée sur l'évolution du pays, ce qui amènera à la création des centres de production de :
  - Bruxelles,
  - Liège,
  - Namur-Luxembourg-Brabant wallon,
  - Mons
- un Institut des Émissions néerlandaises
- un Institut des Services communs, réunissant tous les services techniques, administratifs ainsi que les émissions mondiales.
- une spécialisation des programmes rendue possible par le réseau d'émetteurs FM :
  - premier programme généraliste et d'information
  - deuxième programme régional
  - troisième programme axé sur la musique classique et la culture en général

Le développement de la radio-télévision de service public va entraîner le besoin de construire un outil plus adapté à la télévision ; ce sera la Cité de la Radio-Télévision au Boulevard Reyers dont la première pierre sera posée le 14 octobre 1964. Elle sera occupée dès 1968 par la télévision, la radio n'abandonnant la place Flagey qu'en 1978. Les bâtiments de la place Flagey, longtemps délaissés ont retrouvé une nouvelle jeunesse en devenant un des pôles de la culture à Bruxelles.

### Depuis 1977: Radio-télévision belge de la Communauté française
Le 6 décembre 1977, la RTB ajoute le F pour affirmer son autonomie. Mais les difficultés financières s'amoncellent dans le cadre d'une concurrence de plus en plus ouverte avec les radios privées.
En avril 1991, la publicité commerciale est autorisée sur les ondes.
Un premier plan de réforme baptisé Objectif 93, mais lancé en 1991 tend à resserrer la gestion de la RTBF. Il aura notamment pour conséquence, la suppression de l'orchestre symphonique et le passage à la trappe des émissions en ondes courtes ainsi que le départ à la retraite de 600 collaborateurs sur les 2600 que compte la RTBF.
Le 14 février 1992 la première émission radio est émise d'un studio entièrement numérique à Namur.
À la rentrée, le 24 octobre 1994, cinq radios de la RTBF sont émises depuis le boulevard Reyers avec pour conséquence, l'abandon de Flagey :
- - La Première, chaîne de l'information,
  - Fréquence Wallonie, chaîne des régions avec des décrochages par centre de production pour les informations (matin, midi et soir) ainsi que pour les émissions dialectales en wallon du vendredi soir,
  - Musique 3, la chaîne des musiques et de la culture,
  - Radio 21, chaîne des 18-35,
  - Bruxelles capitale qui couvre la région du même nom.

Les difficultés financières liées au désengagement des pouvoirs subsidiants et l'augmentation des dépenses de la radio-télévision vont amener les organes de gestion à mettre en route un autre plan de réforme baptisé Horizon 97 ; une des conséquences sera la mise à l'écart de 650 agents sur 3200.
En octobre 2002 : réforme des radios de la RTBF, pour mieux s'adapter à la concurrence.

## Radios privées

### Avant la Seconde Guerre mondiale
- En 1922, Georges De Caluwé (nl) reçoit un émetteur qui lui permet de lancer une radio locale privée. Peu après, il crée Radio Antwerpen que l'antenne fixée sur un clocher d'église fait appeler Radio Kerkske par son public. Le nom de code technique officiel de l'émetteur était ON 4 ED[1]. En 1940, G. de Caluwé neutralise son matériel pour qu'il ne tombe pas aux mains de l'occupant. En octobre 1962 il relance Radio Antwerpen depuis un bateau ancré au large de Zeebrugge. Le bateau donne durant quelques semaines son nom: Radio Uylenspiegel. Mais le bateau s'échoue sur la plage du Zwin le 16 décembre 1962. Georges de Caluwé était décédé trois jours auparavant des suites d'une opération chirurgicale, il n'y eut pas d'autre suite pour Radio Antwerpen.
- Avant guerre de nombreuses stations privées se partageaient les ondes en Belgique. Lors de la création de l'INR, le législateur interdit à cette nouvelle radio aux moyens énormes d'avoir une activité commerciale et de diffuser des publicités. Cette mesure a été prise afin de protéger les petites radio (Radio-Schaerbeek, Radio Conférence, Radio Liège, Radio Ottomont, Radio Verviers, Radio Chatelineau, Radio-Wallonia « Bonne Espérance », Radio Ardenne, Radio Antwerpen, Radio Kortrijk, Radio Loksbergen).
- Dès 1936, Radio-Luxembourg va être très écouté grâce à son émetteur très puissant.

### Après la guerre
À la fin de la guerre, certaines radios ont repris leurs émissions alors que l'occupant était encore présent, des auditeurs sortant fêter la victoire furent tués. Cet incident entraîna la suppression des licences à toutes les radios privées.
À la suite de l'épisode de Radio Uylenspiegel, la Chambre belge vote (par 123 voix contre 35) une loi anti-pirates le 18 décembre 1962 ; après cette loi et le bref épisode de Radio Uylenspiegel, peu de radios privées ou locales tenteront l'expérience de rompre avec la légalité.
Dès le début de ses émissions en janvier 1955, Europe no 1 comme on l'appelle à l'époque, devient très vite populaire et secoue le monopole pesant de l'INR. Une information plus mobile, un style plus moderne auront une influence sur le style de la radio belge. Radio-Luxembourg s'adaptera également et modifiera son style en 1967.
Radio Campus fait une première apparition éclair de quelques heures en 1968 depuis les bâtiments de l'Université Libre de Bruxelles à l'occasion de manifestations d'étudiants.
Née d'une contestation liée à la construction d'un barrage, la première "radio libre" de Belgique s'ouvre en mars 1978: Radio Eau Noire.
Rassemblées pour la plupart autour de l'ALO (Association pour la Libéralisation des Ondes), les radios privées louvoient avec les lois, et se multiplient entre 1980 et 1983, jusqu'à obtenir progressivement une légalisation de fait devenue totalement effective en 1984. Dès cet instant, deux visions très différentes des radios privées évolueront et s'opposeront souvent en Belgique: les radios privées commerciales, et les radios associatives ou communautaires non commerciales.
Le 2 septembre 1991, RTL commence à diffuser un programme belge baptisé Bel RTL
Les radios privées étaient contraintes à garder leur signal en monophonie, la stéréophonie étant un monopole des radios d'État. Au milieu des années 1990 les radios privées les plus puissantes (Radio Contact, Bel-RTL) sont passées à un signal stéréo sans autorisation, mais aucune sanction n'a été prise par les autorités. C'est donc à nouveau au pied du mur que la législation belge a changé, accordant enfin la stéréo aux émetteurs FM privés.
En 1993, Bel RTL s'installe avec la télé dans les locaux de l'Avenue Ariane à Bruxelles
En 1995, Bel RTL reçoit cinq fréquences supplémentaires et est de ce fait reçu largement dans la partie francophone du pays.
En 2000, on dénombrait 319 émetteurs de radio FM pour l'ensemble du pays. De gros réseaux (souvent d'origine française) sont implantés dans toute la partie francophone (NRJ, Nostalgie, Fun Radio, Radio Contact...)
En juin 2008, le CSA établit le nouveau plan de fréquences avec certains grincements de dents pour certaines radio qui se voient vouées à disparaître. Sur Liège Contact+ disparaît mais laisse sa place à R.T.I, d'autres radios comme Equinoxe persistent et signent et on voit la naissance sur Seraing de Radio Panache. (condensé info Sud Presse " La Meuse").
En 2010, Scoop Mosaïque (radio locale de Tubize) devient la première radio FM à diffuser uniquement des artistes sous licences Creative Commons.

## Conflits communautaires
À partir de la fin des années 1980, la gestion des fréquences radio revient aux Communautés, nouvellement créées. C'est l'amorce d'une guerre juridique de plus de deux décennies entre francophones et néerlandophones au sujet de la gestion de leurs parcs de fréquences respectifs. Les années 1990 puis 2000 sont parsemées de recours devant le Conseil d'Etat, la plupart du temps intentés par la Communauté flamande contre la reconnaissance non coordonnée de puissances élevées à des radios francophones.
Le relief de la Belgique, qui distingue les vallons francophones des plaines flamandes, est une première source de conflit: pour couvrir Bruxelles et la Wallonie, les francophones font usage d'émetteurs puissants qui empiètent très largement sur le territoire flamand. L'ampleur que prendront les conflits communautaires autour des fréquences radio tient largement à la politique de libéralisation menée en Communauté française: Les largesses du gouvernement francophone en termes d'autorisations de puissance - totalement en porte à faux avec la loi nationale - sont très tôt pointées par le gouvernement national comme excessives et susceptibles d'engendrer des perturbations. "En contrepartie de l'accès à la publicité pour les radios de la RTBF, les radios privées recevaient plus de puissance d'émission", expliquait en 2006 Jean-Jacques Deleeuw lorsqu'il était directeur général de Bel RTL, première radio privée francophone. Mais ces augmentations de puissance sont très vite devenues insupportables au nord du pays, en particulier pour les radios locales flamandes.